# Active Pass
Active Pass är ett sund i Kanada.   Det ligger i Capital Regional District och provinsen British Columbia, i den södra delen av landet, 3 600 km väster om huvudstaden Ottawa.